# Gora Komarova
Gora Komarova (englische Transkription von russisch Гора Комарова Gora Komarowa) ist ein Nunatak im ostantarktischen Mac-Robertson-Land. Er ragt südwestlich des Mount Bunt in der Aramis Range der Prince Charles Mountains auf.
Russische Wissenschaftler benannten ihn. Der Namensgeber ist nicht überliefert.